# 竪川橋梁

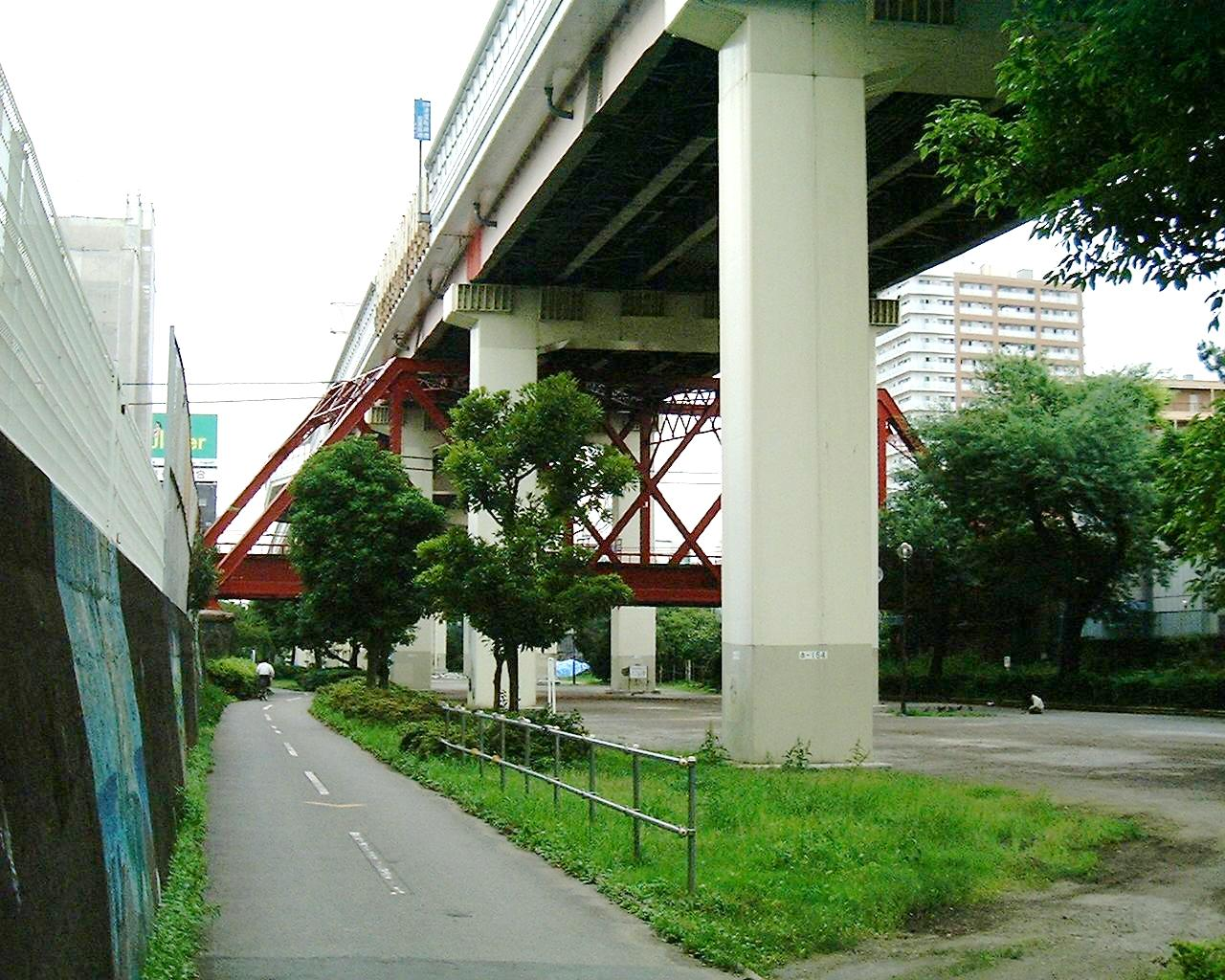
竪川橋梁

竪川橋梁（たてかわきょうりょう）は、東京都江東区の竪川に架かる東日本旅客鉄道（JR東日本）越中島支線の鉄道橋である。

## 概要
国鉄総武本線貨物支線である越中島支線の亀戸駅 - 小名木川駅（現在は廃駅）間の建設工事に伴って1929年（昭和4年）に完成した。新小岩信号場駅 - 越中島貨物駅間の竪川に架かる全長84.48メートルの橋梁である。
本橋梁のトラス桁は複線対応となっているが、レール自体は単線のみの敷設となっている。また、橋脚は煉瓦造りとなっている。

## 諸元
- 種別 - 鋼鉄道橋
- 形式 - 1,2)下路式プレートガーダー2連、3)下路式ワーレントラス1連、4)下路式プレートガーダー1連
- 橋長 - 84.48m（橋台前面間長）
- 径間数 - 4径間
- 支間 - 1,2)12.95m、3)37.846m、4)19.10m
- 線数 - 3)複線、1,2,4)単線
- 活荷重 - 3)E40、1,2,4)E33
- 竣工 - 1929年（昭和4年）
- 施主 - 鉄道省
- 橋梁設計 - 鉄道省
- 橋桁製作 - 3)東京石川島造船所、1,2,4)

## その他
竪川と横十間川合流地点の旧亀島橋から五之橋までが埋め立てられており、本橋梁辺りは「竪川河川敷公園」として整備されている。また、竪川の上を覆うように首都高速7号小松川線が通っているため、首都高速の高架と公園敷地の間に本橋梁が挟まれている状態となっている。